# Pawica atlas
Pawica atlas (Attacus atlas) – nocny motyl z rodziny pawicowatych, uznawany za trzecią pod względem wielkości ćmę świata (po Coscinocera hercules i Thysania agrippina) i z tego powodu często spotykany w hodowlach. W naturze występuje w Azji Południowo-Wschodniej, w południowych Chinach i Indonezji.

## Opis
Pawica atlas prowadzi nocny tryb życia, żerując na liściach wielu drzew i krzewów, natomiast w dzień przesiaduje z rozłożonymi skrzydłami, na pniach. Rysunek z plam i pasków o różnych odcieniach brązu i czerwieni oraz zewnętrzna, górna krawędź skrzydeł przypominają głowę węża, zapewne dla zmylenia i odstraszenia napastników. Skrzydła osiągają powierzchnię 400 cm² przy rozpiętości 25–30 cm. Samice są większe od samców i mają biczykowate, gładkie czułki, podczas gdy u samców są one wyraźnie pierzaste.
Dorosłe atlasy spotyka się rzadko. Po opuszczeniu poczwarki żyją zaledwie kilka dni. Aparat gębowy nie pozwala postaci dorosłej się odżywiać, tak więc ma ona do dyspozycji tylko zapasy pokarmu zgromadzone podczas życia larwalnego.
Dorosła samica wydziela feromony płciowe, wyczuwane przez samca za pomocą pierzastych czułków z odległości nawet 5 km. Po parzeniu samica składa jaja i ginie, podobnie jak samiec.

## Galeria

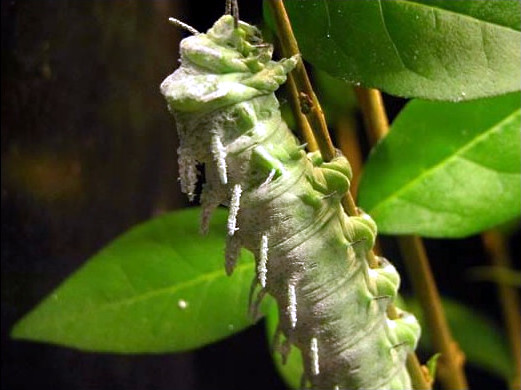
Gąsienica
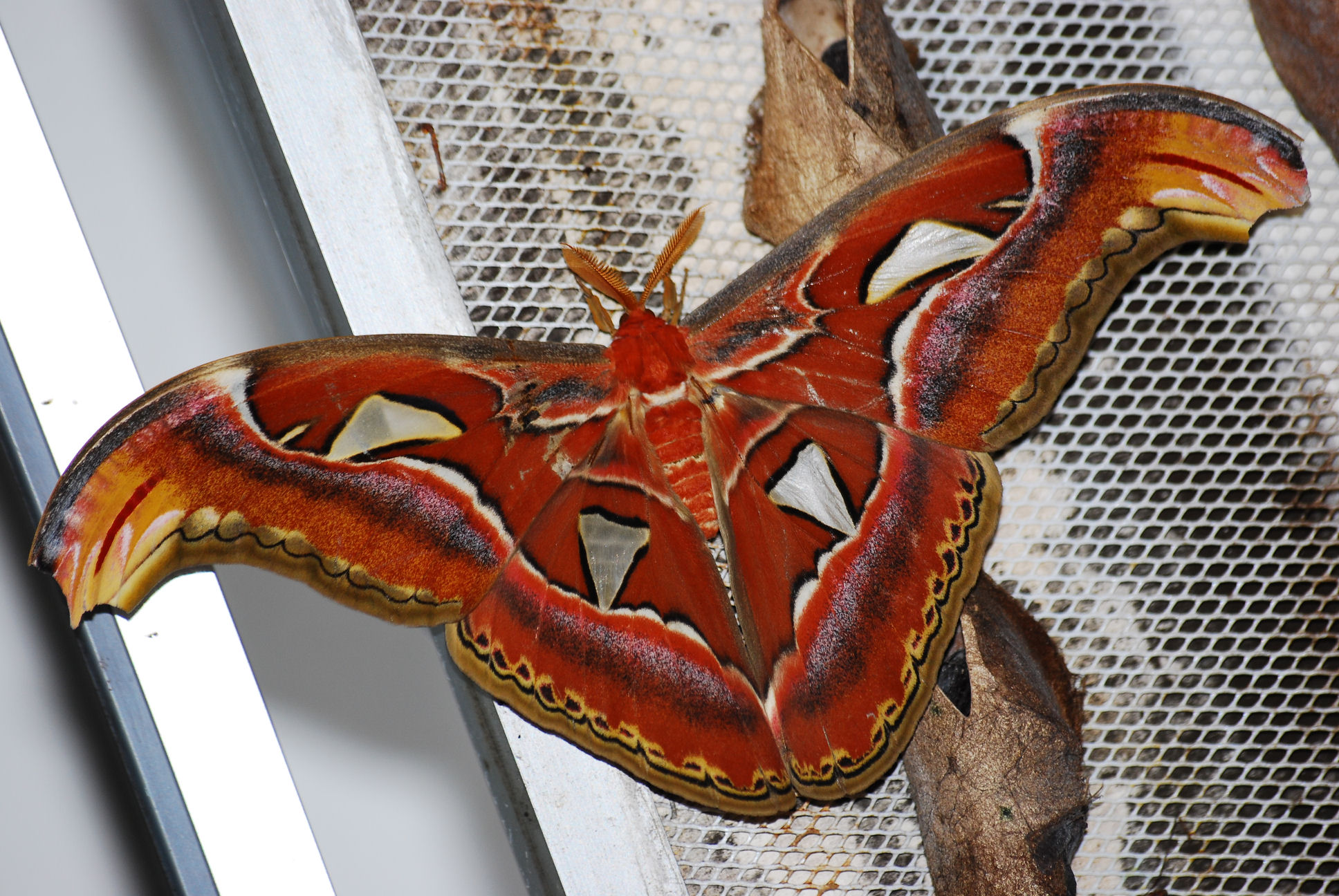
Dorosły motyl oraz poczwarki
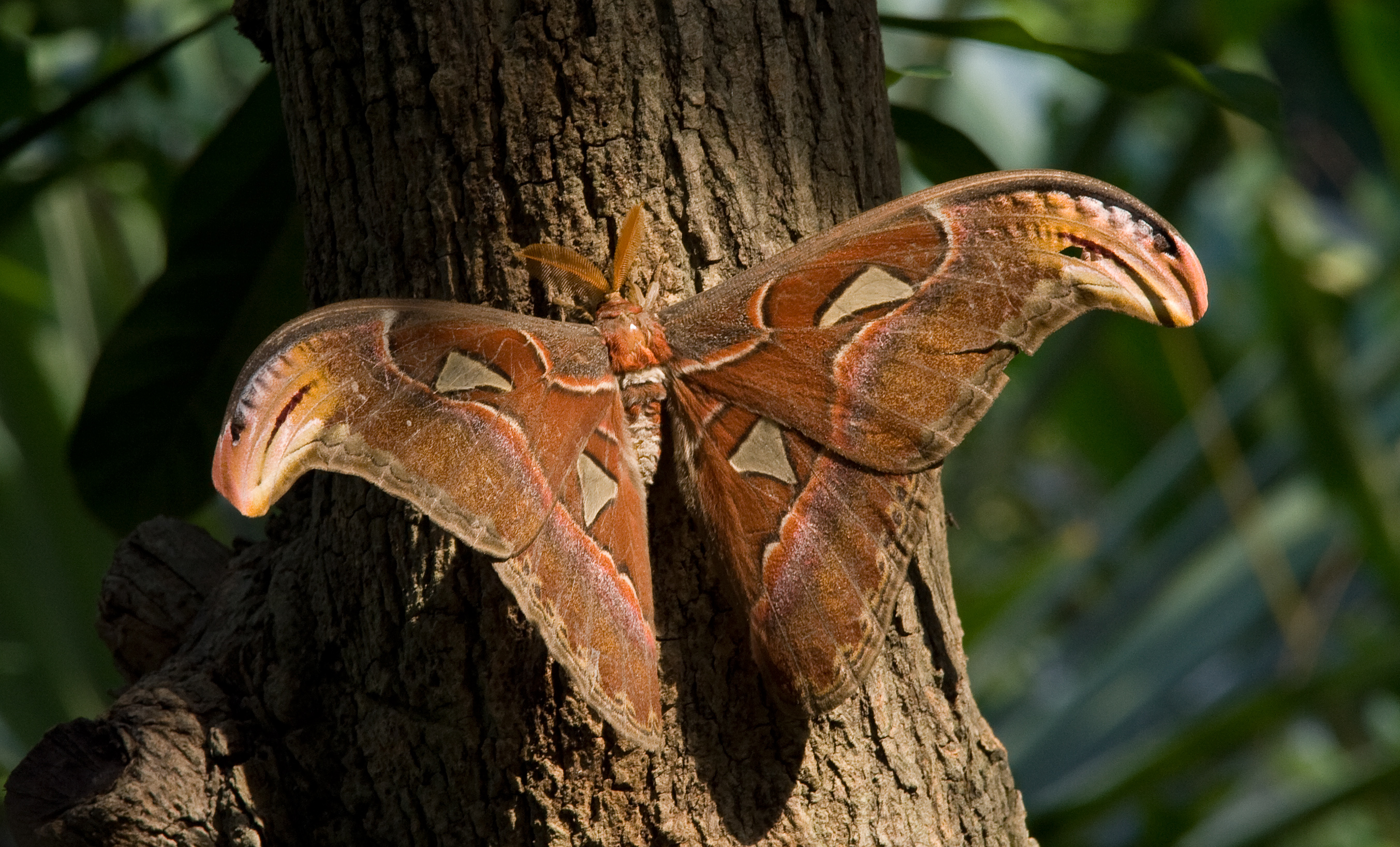
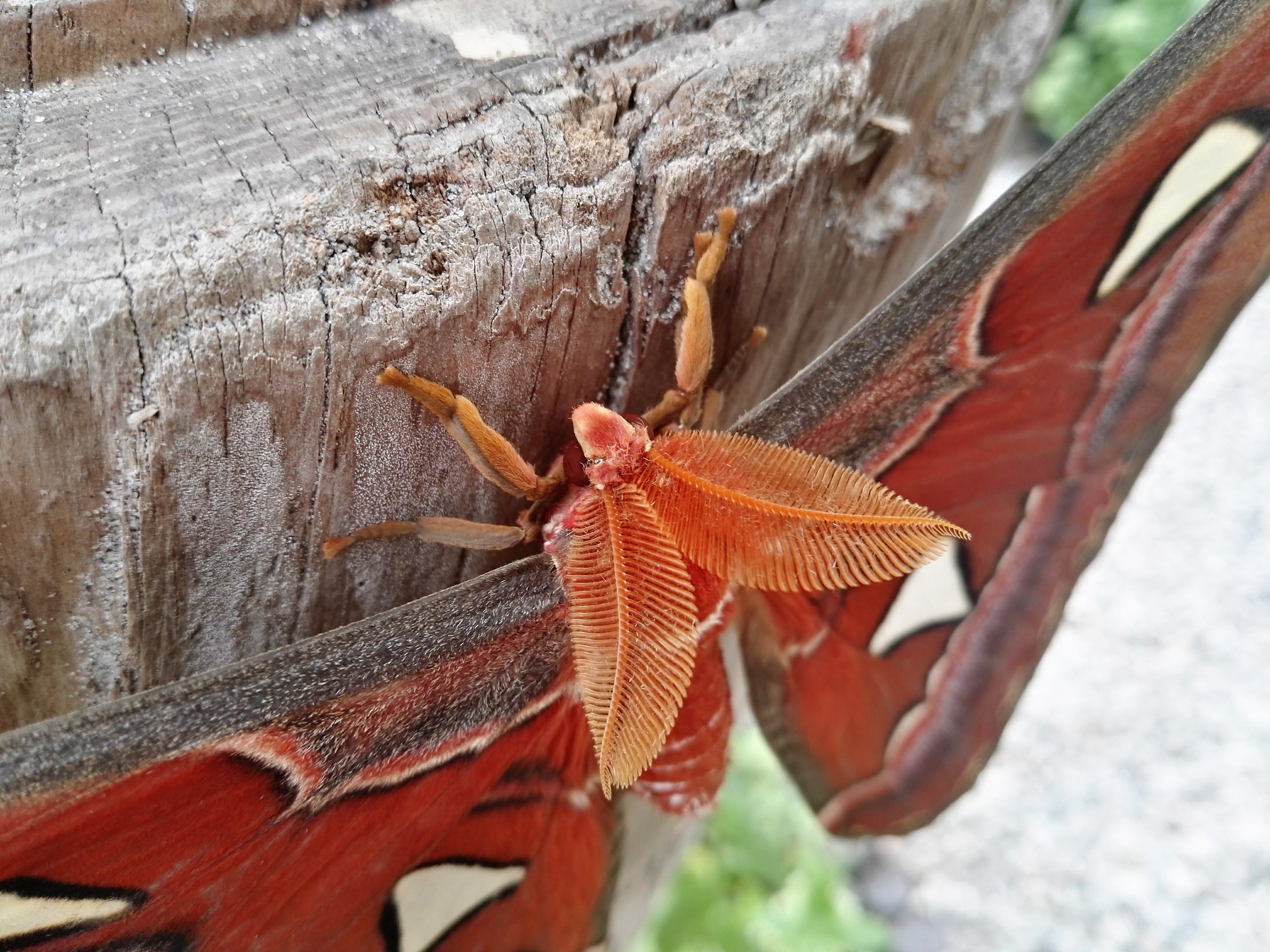
Pawica atlas